# Rothschild, Wisconsin
Rothschild là một làng thuộc quận Marathon, tiểu bang Wisconsin, Hoa Kỳ. Năm 2006, dân số của làng này là 4970 người.